# Mario (Fernsehserie)
Mario ist eine zwölfteilige österreichische Fernsehserie aus dem Jahre 1963, die in Deutschland 1963 in der ARD gezeigt wurde.

## Handlung
Im Mittelpunkt der Fernsehserie steht der Junge Mario, der mit seinem Hund Truxi, in späteren Folgen Trux, in den Tiroler Alpen zwölf Abenteuer erlebt. Mario fährt in jeder Folge gekonnt Ski und machte damit den Skisport bei Kindern in den 1960er-Jahren populär. In der Fernsehserie spielten die österreichische Skiweltmeisterin Dagmar Rom
und ihr Sohn Mario Rom die beiden Hauptrollen. Regie führten Otto Anton Eder und Hans Grimm. Für die ersten sechs Folgen der Serie übernahm der bekannte Bergfilmspezialist Walter Riml die Kameraführung. Spätere Folgen drehten die Kameraleute Hannes Staudinger und Walter Partsch. Das Drehbuch schrieb Günter Peis nach seinem gleichnamigen Jugendbuch. Peis war der Ehemann von Dagmar Rom und der Vater von Mario und zugleich der Produzent der Fernsehserie.

## DVD-Veröffentlichung
Die Serie wurde im Februar 2010 als Doppel-DVD mit FSK-Altersfreigabe ab 6 Jahren und einer Gesamtlaufzeit von 267 Minuten in deutscher Sprache (Dolby 2.0 mono) im Bildformat Schwarzweiß veröffentlicht.